# غراهام كلارك
غراهام كلارك (بالإنجليزية: Graham Clarke)‏ (11 أغسطس 1935 بنوتنغهام في المملكة المتحدة - 27 أبريل 2010 بساوثهامبتون في المملكة المتحدة) هو لاعب كرة قدم بريطاني في مركز الظهير. شارك مع منتخب إنجلترا تحت 16 سنة لكرة القدم. أما مع النوادي، فقد لعب مع نادي ساوثهامبتون وA.F.C. Totton ‏ وأشفورد يونايتد ‏ وHeanor Town F.C. ‏.